# Stazione di Guadalajara
La stazione di Guadalajara è una stazione a servizio del comune di Guadalajara in Castiglia-La Mancia, lungo la ferrovia Madrid-Barcellona.

## Storia
La stazione è stata inaugurata il 3 maggio 1859, quando la compagnia ferroviaria MZA inaugurò la ferrovia Madrid-Saragozza.
Con la riforma di RENFE e la nascita delle Cercanías Renfe, la stazione di Guadalajara entrò a far parte della rete di Cercanías di Madrid.

## Servizi
- Parcheggio di interscambio

## Movimento
La realizzazione della ferrovia ad alta velocità tra Madrid e Barcellona ha portato a una drastica riduzione del traffico a lunga percorrenza dalla stazione di Guadalajara. L'ultimo treno a circolare è stato il Tren Estrella Costa Brava, ritirato nel 2015.
Al contrario, il traffico a media distanza, operato dalla divisione Media Distancia della società Renfe Operadora, non è stato influenzato dall'arrivo dell'alta velocità, tanto che la stazione è servita ancora oggi da quattro-cinque treni al giorno in ogni direzione. Tra le destinazioni principali vi sono Madrid, Saragozza, Sigüenza, Arcos de Jalón e Soria, anche se le loro destinazioni finali sono Lleida e Barcellona (via Caspe).
La stazione di Guadalajara è capolinea delle linee C-2, per Chamartin, e C-8, per Cercedilla, della rete di Cercanías di Madrid. Effettuano capolinea qui anche i servizi espressi, chiamati CIVIS, della linea C-2.